# Assises de Jerusalem
Les Assises de Jerusalem són un recull de lleis i costums del Regne de Jerusalem, un estat croat que existí a Terra Santa entre el 1099 i el 1291. Es consideren «un dels monuments més complets del dret medieval». Els seus orígens es remunten al primer governant del regne, Jofré de Bouillon. En un primer moment, es coneixien com les Cartes del Sepulcre, en referència a l'edifici on es conservaven, l'església del Sant Sepulcre de Jerusalem. Abastaven des del comerç i la recaptació d'impostos fins a la concessió de feus i el servei militar, passant per l'administració de la justícia. El corpus original es perdé en la caiguda de Jerusalem en mans de Saladí el 1187, cosa que no impedí que juristes francs del Regne de Xipre en fessin una nova compilació.